# Acidiella didymera
Acidiella didymera är en tvåvingeart som beskrevs av Wang 1993. Acidiella didymera ingår i släktet Acidiella och familjen borrflugor.
Artens utbredningsområde är Yunnan (Kina). Inga underarter finns listade i Catalogue of Life.